# Norah Hendriks
Norah Catherina Francina Hendriks (Amsterdam, 2001), bekend onder haar voormalige artiestennaam Noor en als Norah Hendriks, is een Nederlandse zangeres, instrumentalist en liedschrijver.

## Biografie
Hendriks werd geboren in Amsterdam, maar verhuisde op jonge leeftijd naar Amstelveen. Op vijfjarige leeftijd begon ze met het leren van vioolspelen. Ze volgde haar middelbare schoolopleiding aan het Spinoza Lyceum en zat daar in het koor. Ook speelde ze viool bij het Jeugdorkest Nederland. Na haar middelbareschooltijd werd ze aangenomen bij het Music College te Londen, maar door de coronalockdowns toentertijd besloot ze dat jaar niet te gaan, omdat ze niet alleen op haar kamer in Londen wilde zitten. 
In 2020 begon ze vervolgens met het delen van muziek op mediaplatform TikTok. Eerst zong ze in het Engels, maar in januari 2021 deelde ze een video met een lied over de metro van Amsterdam, welke later in september 2022 met de titel Metro van de laatste rit zou worden uitgebracht. Haar eerste single De wereld sterft (ik mis mijn stad) werd ook eerst op TikTok gedeeld. Ze kwam vervolgens met Ik zwaai het uit, een protestlied over de huizenmarkt in Amsterdam. Dit lied ging viraal op het mediaplatform en betekende de doorbraak van de zangeres. In de zomer van 2021 vertrok de zangeres alsnog naar Londen om daar de muziekopleiding te volgen.
Na een korte stille periode deelde de zangeres in 2022 de singles Metro van de laatste rit en Halfverdwaald, welke vervolgens beiden te vinden waren op het debuut-ep Jong en oud. Aan het eind van dat jaar had de zangeres samen met Rosa van Bommel een uitverkocht optreden in de Melkweg in Amsterdam. 
Na 2022 bracht de zangeres geen nieuwe muziek meer uit, maar ze stond wel in 2023 op festivals Valkhof Festival en Into the Great Wide Open en ze had opnieuw een optreden in de Melkweg met néomí in het voorprogramma. Ook schreef ze mee aan het lied Wanneer van Pommelien Thijs, dat stond op het album Per ongeluk. In 2024 stond ze op ESNS en kondigde ze aan dat ze in dat jaar met een tweede ep zou komen, welke in het Engels gezongen zou worden.
De eerste Engelstalige singles van deze ep waren Rough Love, In My Own Game en Sober. Met de overstap naar het Engels veranderde de zangeres ook haar artiestennaam Noor naar haar eigen naam Norah Hendriks.